# Alondra Nelson
 
Alondra Nelson (1968) é uma escritora e acadêmica norte-americana. Ela é professora na Escola de Ciências Sociais do Instituto de Estudos Avançados, um centro de pesquisa independente em Princeton, Nova Jersey. Desde 2022, ela atua como diretora interina do Escritório de Política Científica e Tecnológica da Casa Branca (OSTP) e vice-assistente do presidente. Ela foi anteriormente professora de sociologia na Universidade de Columbia.

## Carreira
De 2003 a 2009, Nelson foi professora de sociologia e estudos afro-americanos na Universidade de Yale. Em Yale, tornou-se a primeira mulher afro-americana a ingressar no corpo docente do Departamento de Sociologia desde sua fundação, 128 anos antes.
Em 2009, foi recrutada para Universidade de Columbia. Em Columbia, ela dirigiu o Instituto de Pesquisa sobre Mulheres e Gênero e atuou como a primeira reitora de ciências sociais da Faculdade de Artes e Ciências. Como reitora, Nelson liderou o primeiro processo de planejamento estratégico para as ciências sociais na Universidade de Columbia, reestruturou com sucesso o Instituto de Pesquisa, Política Social e Econômica (ISERP) e ajudou a estabelecer várias iniciativas, incluindo os programas Bolsistas do Atlântico pela Equidade Racial, Iniciativa Eric J. Holder para Direitos Civis e Políticos, Programa de Bolsas da Jordânia e o Centro Sabancı de Estudos Turcos. Ela deixou o corpo docente da Universidade de Columbia em junho de 2019 para assumir a cadeira de Harold F. Linder no Instituto de Estudos Avançados de Princeton.
Em fevereiro de 2017, o Conselho de Pesquisa em Ciências Sociais anunciou a seleção de Nelson como décima quarta presidente e CEO da organização de 94 anos, sucedendo Ira Katznelson. Ela foi a primeira afro-americana, a primeira pessoa de cor e a segunda mulher a liderar o Conselho de Pesquisa em Ciências Sociais. O mandato de Nelson como presidente terminou em 2021 e foi aclamado como "transformador", particularmente nas áreas de inovação intelectual e colaboração institucional. No SSRC, ela estabeleceu programas nas áreas de novas mídias e tecnologias emergentes; democracia e política; colaboração internacional; ciência social e o estudo da desigualdade, incluindo a Iniciativa de Dados Sociais, “um projeto de pesquisa ambicioso que visava dar aos acadêmicos acesso a dados do Facebook para examinar o impacto da plataforma na democracia”, e o amplamente elogiado e influente COVID-19 e a plataforma de Ciências Sociais.
Antes de sua nomeação para a Casa Branca, Nelson atuou nos conselhos de administração da Associação Americana para o Avanço da Ciência, da Fundação Andrew W. Mellon, do Centro de Bibliotecas de Pesquisa e do Instituto de Pesquisa de Dados e Sociedade.
Nelson foi eleita para bolsas e associações na Academia Americana de Artes e Ciências, a Sociedade Filosófica Americana, a Academia Nacional de Medicina (NAM), a Associação Americana para o Avanço da Ciência, a Academia Americana de Ciências Políticas e Sociais e a Associação de Pesquisa Sociológica. Ela é membra do Conselho de Relações Exteriores.

### Política
Em 17 de fevereiro de 2022, o presidente Joe Biden anunciou que Nelson, que ele havia nomeada anteriormente como vice-diretora do Escritório de Política Científica e Tecnológica (OSTP), lideraria o OSTP até que a liderança permanente pudesse ser confirmada. Ela é a primeira mulher negra a liderar o OSTP nos 46 anos de história do escritório. Nesta função, Nelson “lidera as seis divisões da OSTP para promover prioridades críticas da administração, incluindo investimentos inovadores em energia limpa; o direito de tecnologias automatizadas; uma estratégia nacional para a equidade STEM; nomeação do diretor de tecnologia do país; orientação baseada em dados para a implementação da Lei de Infraestrutura Bipartidária; a iniciativa de saúde conectada à comunidade; e programas para garantir que os EUA continuem sendo um ímã para os maiores inovadores e cientistas do mundo”.
Sua nomeação foi elogiada como uma "escolha inspirada" de "uma ilustre acadêmica e líder de pensamento", cujos "estudos em genética, desigualdade social e discriminação é profundamente perspicaz e extremamente influente em vários campos, a maioria notavelmente devido ao seu foco na excelência, equidade e justiça na inovação científica e médica." Outros previram que Nelson "abriria... muitas portas... para [criar] um governo mais inclusivo"; Protocol disse que ela era "a personificação" do compromisso do candidato Biden "de trazer uma lente de direitos civis para todas as políticas de seu governo, incluindo a política de tecnologia". A revista Science informou que a nomeação de Nelson refletiu a preocupação do presidente Biden com a forma como os "benefícios da ciência e da tecnologia permanecem distribuídos de forma desigual entre as linhas raciais, de gênero, econômicas e geográficas".
No cargo, ela supervisionou o trabalho da força-tarefa de integridade científica, um órgão interagências do presidente Biden para revisar as políticas de integridade científica e práticas do governo federal, incluindo casos de interferência política indevida em pesquisas científicas e distorção de dados. Seu portfólio também inclui políticas de ciência aberta, para fortalecer e ampliar a participação nos campos STEM, de novas tecnologias e emergentes. Ela co-preside o Grupo de Trabalho de Dados Equitativos, um órgão que foi estabelecido pelo presidente Biden pela Ordem Executiva 13985.

### Escrita
Nelson pesquisa e escreve sobre as interseções da ciência, tecnologia, medicina e desigualdade. Ela é pioneira no estudo de raça e tecnologia, um campo de investigação que ajudou a estabelecer no final dos anos 1990. Nomeada uma das "13 negras notáveis em tecnologia" pela Black Voices, ela fundou e liderou a comunidade online Afrofuturism em 1998, e editou uma edição especial homônima da revista Social Text em 2002.
Ela também está entre um pequeno grupo de teóricos sociais do afrofuturismo. Particularmente, seu ensaio de 2002, Future Texts, oferece uma visão sobre o acesso desigual às tecnologias. Nelson explicou o afrofuturismo como uma forma de olhar para a posição dos negros que abrange temas de alienação e aspirações por um futuro melhor. Além disso, ela observa que as discussões sobre raça e acesso da tecnologia geralmente reforçam afirmações críticas sobre a "exclusão digital". A exclusão digital, ela argumenta, pode enfatizar o papel do acesso à tecnologia na redução da desigualdade. Ela escreve: "A negritude é construída como sempre oposta às crônicas do progresso tecnológico". E continua: "As previsões de um futuro utópico livre de raças (para alguns) e os pronunciamentos da exclusão digital distópica são os discursos predominantes na esfera pública. O que importa é menos uma escolha entre essas duas narrativas... e mais o que elas têm em comum: ou seja, a suposição de que a raça é uma responsabilidade no século XXI... ou insignificante ou evidência de negligência." Nelson é co-editor, com Thuy Linh N. Tu, de Technicolor: Race, Technology and Everyday Life, um dos primeiros trabalhos acadêmicos a examinar a política racial da tecnocultura contemporânea.
Seus escritos e comentários apareceram no The New York Times, The Washington Post, The Boston Globe, The Guardian (Londres) e The Chronicle of Higher Education, entre outras publicações.

## Prêmios e honras
Nelson recebeu vários prêmios, honras e distinções:
- Prêmio Just Wellness por Body and Soul, 2013[39]
- As 35 principais mulheres no ensino superior, 2020[40]
- Eleita membra da Academia Americana de Artes e Ciências, 2020[41]
- Eleita membra da American Philosophical Society, 2020[42]
- Eleita membra da Academia Nacional de Medicina, 2020[43]
- Doutora em Letras Humanas, honoris causa, Universidade da Cidade de Nova Iorque, 2021[44]
- Eleita membra da Associação Americana para o Avanço da Ciência, 2021[45]
- Doutor em Ciências, honoris causa, Universidade Rutgers, 2022[46]

## Vida pessoal
Nelson é casada com Garraud Etienne, um executivo sem fins lucrativos. Ela já foi casada com Ben Williams, editor digital da GQ e da New York Magazine; ela foi posteriormente vista com o estudioso jurídico Randall Kennedy por vários anos.